# Bubrežak
Bubrežak este un sat din comuna Nikšić, Muntenegru. Conform datelor de la recensământul din 2003, localitatea are 5 locuitori (la recensământul din 1991 erau 4 locuitori).

## Demografie
În satul Bubrežak locuiesc 2 persoane adulte, iar vârsta medie a populației este de 26,9 de ani (22,0 la bărbați și 46,5 la femei). În localitate sunt 1 gospodărie, iar numărul mediu de membri în gospodărie este de 5,00.
|  |

| Demografie | Demografie | Demografie |
| An         | Locuitori  | Locuitori  |
| ---------- | ---------- | ---------- |
|            |            |            |
|            |            |            |
|            |            |            |
|            |            |            |
| 1948       | 255        |            |
| 1953       | 275        |            |
| 1961       | 256        |            |
| 1971       | 3          |            |
| 1981       | 4          |            |
| 1991       | 4          | 4          |
| 2003       | 5          | 5          |

| \| Componența etnică conform recensământului din 2003[2] \| Componența etnică conform recensământului din 2003[2] \| Componența etnică conform recensământului din 2003[2] \| Componența etnică conform recensământului din 2003[2] \| Componența etnică conform recensământului din 2003[2] \| \| ----------------------------------------------------- \| ----------------------------------------------------- \| ----------------------------------------------------- \| ----------------------------------------------------- \| ----------------------------------------------------- \| \| \| \| \| \| \| \| Muntenegreni \| Muntenegreni \| \| 5 \| 100% \| \| necunoscută \| necunoscută \| \| 0 \| 0% \| |              |  |   |      |
| Componența etnică conform recensământului din 2003 |              |  |   |      |
| |              |  |   |      |
| Muntenegreni | Muntenegreni |  | 5 | 100% |
| necunoscută | necunoscută  |  | 0 | 0%   |